# Нелюбовское (Калужская область)
Нелюбовское — село в Перемышльском районе Калужской области России. Входит в состав сельского поселения деревня Григоровское.

## География
Находится примерно в 25 километрах на северо-восток от районного центра — села Перемышль, недалеко от административной границы Тульской и Калужской областей. Рядом деревни Акиньшино и Красниково.

## Население
| 2002 | 2010 |
| ---- | ---- |
| 11   | ↘8   |

## История
В середине XVIII века село Нелюбовское Лихвинского уезда Калужской губернии было уже сравнительно большим. Исповедные росписи за 1753 г. указывают, что село являлось "вотчиной подполковника Петра Петрова сына Воейкова" в которой находилась "Крутицкой епархии Лихвинского уезда села Нелюбовского церковь Обновления Храма Христова Воскресения священника Федота Дмитриева, да дьячка Данилы Герасимова, да вдовы дьячихи Ирины Филимоновой с сыновьями Ефимом, Захаром да Федором Герасимовыми детьми" . Церковь была, вероятно, деревянная. 
По свидетельству инженера и архитектора Н. И. Рошефора, в 1796 году в Нелюбовском была сооружена каменная одноэтажная Воскресенская церковь с колокольней.
В атласе Калужского наместничества, изданного в 1782 году, — Нелюбовское, обозначено на карте и упоминается как село Лихвинского уезда:

Село Нелюбовское с пустошами Андрея Борисова сына Кологривова, Катерины Ивановой дочери Выродовой с выделенной в трёх местах церковною землей. На правой стороне речки Тучки, церковь Обновления Храма Воскресения Христова, дом господский деревянный с садом…— Описания и алфавиты к Калужскому атласу Ч.2.
В 1858 году село (вл.) Нелюбовское 2-го стана Лихвинского уезда, при речке Свободи, православной церкви, при 24 дворах и 214 жителях, по левую сторону транспортного тракта из Калуги в Одоев.
К 1914 году Нелюбовское — село, центр Нелюбовской волости Лихвинского уезда Калужской губернии с собственной церковно-приходской школой. В 1913 году население — 210 человек.
В годы Великой Отечественной войны село было оккупировано войсками Нацистской Германии с начала октября по конец декабря 1941 года. Освобождено в ходе Калужской наступательной операции частями 50-й армии генерал-лейтенанта И. В. Болдина.

## Комментарии
1. ↑  От храма частично сохранилась лишь колокольня. Церковь и приход были закрыты большевиками в начале 1930-х годов, после 1955 г. основной объем храма был разрушен. В настоящее время территория не передана Калужской Епархии и не восстанавливается[5].